# Бурсье, Жюль
Жюль Бурсье (фр. Jules Bourcier; 1797 — 9 марта 1873) — французский орнитолог.
Жюль Бурсье был экспертом по колибри и владельцем одной из самых больших во Франции коллекций колибри. С 1839 по 1856 годы он описал, часто совместно с Этьеном Мюльсаном и Пьером-Адольфом Делатром, многие виды колибри из Центральной и Южной Америки, в том числе лоддигезию (Loddigesia mirabilis), бронзовохвостого рамфодона (Glaucis dohrnii) и другие. Большинство его научных статей появлялись в специализированном журнале «Revue Zoologique».
С 1849 по 1850 годы Бурсье был французским консулом в Кито. В 1856 году он был избран почётным членом Немецкого общества орнитологов.

## Труды
- Formation de la soie chez la chenille du Mûrier (Bombyx Mori, Fabricius): description de l'organe producteur de la matière soyeuse; examen microscopique de cette matière. 1840
- Description d'une espèce nouvelle d'oiseau-mouche. 1851 (совместно с Мюльсаном)
- Collection typique d'oiseaux mouches (Trochilidés). 1874 (posthum)